# Leeuwarden (Bonaire)
Leeuwarden is een veldnaam op het Nederlands-Caribische eiland Bonaire. Het is een van vele akkertjes van ca. 2 hectare (cunucu of knoeken) die in dat gebied ongeveer een eeuw geleden in huur werden uitgegeven.

## Bron
- Leeuwarden numero drie: gevaarlijk koraalrif, Leeuwarder Courant, 3 januari 2008.